# Artur Święs
Artur Święs (ur. 25 grudnia 1966 w Zabrzu) – polski aktor teatralny, filmowy i dubbingowy.

## Życiorys
W latach 1981–1989 uczeń w chórze Resonans con Tutti, w latach 1985–1989 student filologii polskiej na Uniwersytecie Śląskim w Katowicach, w latach 1989–1993 student Wydziału Aktorskiego Państwowej Wyższej Szkoły Teatralnej we Wrocławiu.
Debiutował w Teatrze Rozrywki w Chorzowie rolą Truffaldino w spektaklu Księżniczka Turnadot. Później otrzymywał kolejne role – w Skrzypku na dachu (rola Motla Kamzoila), Evicie (Magaldi), Oknie na parlament (Kelner), Ani z Zielonago Wzgórza (Gilbert), Tangu Oberiu. 1928 (Danił Charmes), Pastorałce (Archanioł), Ubu Królu (Byczysław), Oceanie niespokojnym (Wilk), Człowieku z La Manchy (Cyrulik), Pocałunkach kobiety-pająka (Gabriel) oraz w spektaklu Yourcenar (Dziennikarz).
W sezonie 1995/1996 występował w roli Garcina w spektaklu Za zamkniętymi drzwiami w Teatrze Nowym w Zabrzu, w sezonie 1997/1998 w roli Josela Pionteka w Pierwszej polce w Teatrze Miejskim w Gliwicach oraz w roli Gustawa w Widmach na scenie Opery Śląskiej w Bytomiu, a w sezonie 1998/1999 jako Wacław w Zemście na Estradzie Śląskiej.
W 1997 związał się z Teatrem Śląskim w Katowicach, gdzie zagrał w Balladach i romansach (Narrator), Co mój mąż robi w nocy (Walery), Chłop milionerem (Górnik, Pijak), Królowej Piękności z Leenane (Ray), Akropolis (Anioł), Czarach Darach (Toni), Parzystych (Marek Roszko), Żelaznej konstrukcji (Jan Drużba) Romeo i Julii (Romeo), Requiem dla gospodyń (Śpiewak) oraz w Po deszczu (Goniec).
Następnie podjął pracę w Teatrze Zagłębia w Sosnowcu występując w Weselu (Pan Młody), Przygodach Tomka Sawyera (Huck Finn), Kramie z piosenkami (Wincenty), Antygonie (Hajmon) oraz w Ferdydurke (Bohater, Józio, Ja).
We wrześniu 2004 powrócił do Teatru Śląskiego, gdzie występował do końca 2015 roku. Od stycznia 2016 r. jego macierzystą sceną jest ponownie Teatr Rozrywki.
W 2005 wystąpił w roli Witka w filmie Macieja Pieprzycy Barbórka z serii „Święta polskie”.

## Życie prywatne
Jest ojcem Justyny Święs z The Dumplings i Kaliny Święs.

## Spektakle

### W Teatrze Śląskim
- Trainspotting (Simon)
- Wieczór kawalerski (Bill)
- Twórcy obrazów (Wiktor)
- Król Edyp (Edyp)
- Makbet (Makbet)
- Underground
- Wesele (Poeta)
- Stuff Happens (Villepein)
- Jakobi i Leidental (Itamar Jakobi)
- Piąta strona świata (Lucjan)
- Lot nad kukułczym gniazdem (Dale Harding)
- Conrad (Conrad)
- On wrócił (Führer)
- Testosteron (Stavros)[3]

### W Teatrze Rozrywki
- Krzyk według Jacka Kaczmarskiego
- Bal u Wolanda (Korowiow)
- Skrzypek na dachu (Motel)
- Rent (Mark)
- Młody Frankenstein (doktor Frankenstein)
- Bulwar zachodzącego słońca (Joe Gillis)
- Stańczyk. Musical (Zygmunt Stary)
- Cabaret (Herr Schultz)

### W Teatrze Korez
- Pojedynek (Milo Tindle)

### W Teatrze Gry i ludzie
- Niezidentyfikowane szczątki ludzkie i prawdziwa natura miłości (David)

### W Teatrze Polskim w Bielsku-Białej
- Miłość w Königshütte (Dr Schneider)

## Filmografia
- Drzazgi (Lekarz)
- Barbórka (Witek, brat Basi)
- Czas honoru (portier Waldek)
- Wałęsa. Człowiek z nadziei (górnik)

### Polski dubbing
- Dziwne przypadki w Blake Holsey High –
  - Marshall Wheeler,
  - Will (odc. 19, 23, 27),
  - Marshall Wheeler (lustrzany wymiar) (odc. 23),
  - Jarrod (odc. 27),
  - jeden z pracowników (odc. 38),
  - Lucas Randall (jedna scena – błąd dubbingu, odc. 38)
- Król szamanów – Yoh Asakura
- MegaMan NT Warrior – Chaud Blaze
- Rodzina Tofu – Billy Hubbub
- Mroczna przepowiednia – Vern
- Bobobō-bo Bō-bobo –
  - Bączek,
  - Generał Galareta
- Transformers Animated – Henry Masterson/Headmaster
- Zeke i Luther – Don
- Iron Man: Armored Adventures – Mandaryn
- Prosiaczek Cienki – Pies

### Audiobooki
- Słuchacz doskonały, Bernard T. Ferrari (2012)

## Nagrody i wyróżnienia
- Nagroda ZASP dla Młodych Twórców im. Leny Starke 2001 (za spektakl Romeo i Julia)
- Kreaton – nagroda dla najlepszego aktora sezonu 2002/2003
- Nagroda ZASP dla Młodych Twórców im. Leny Starke 2003 (za spektakl Ferdydurke)
- Nominacja do Złotej Maski 2003 (za spektakl Ferdydurke)
- Nominacja do Złotej Maski 2004 (za spektakle Niezidentyfikowane szczątki ludzkie i prawdziwa natura miłości oraz Bal u Wolanda)
- Złota Maska 2005 (za spektakl Król Edyp)
- Złota Maska 2012 (za spektakle Jakobi i Leidental oraz Pojedynek)

## Odznaczenia
- 2007 – Odznaka „Zasłużony dla Kultury Polskiej”[4]